# Патентное ведомство Израиля
Патентное ведомство Израиля (ивр. רשות הפטנטים‎) — государственное управление в Министерстве юстиции Израиля, которое выдаёт патенты изобретателям и компаниям на их продукты и изобретения, а также регистрирует промышленные образцы, товарные знаки и другие объекты интеллектуальной собственности.
Патентное ведомство имеет полномочия по приёму, международному поиску и международной предварительной экспертизы в отношении международных патентов, зарегистрированных в соответствии с Договором о патентной кооперации (англ. Patent Cooperation Treaty, PCT).

## Цели и задачи
Основная деятельность патентного ведомства — это обеспечение правовой охраны интеллектуальной и промышленной собственности в Израиле путем регистрации патентов, промышленных образцов, товарных знаков и наименования мест происхождения товаров. Предоставление прав обусловлено рассмотрением заявления на регистрацию и экспертизой, предназначенной для обеспечения исключительных прав, которые регистрация предоставляет заявителю, не нарушая законных прав других лиц.
Регистратор патентов, промышленных образцов и товарных знаков уполномочен проводить судебные разбирательства по вопросам возражений на решение экспертизы, возражений против предоставления правовой охраны. Кроме того, ведомство предоставляет информацию и консультацию по вопросу патентов, промышленных образцов и товарных знаков, а также информацию о функциях и задачах ведомства.
Через отдел PCT патентное ведомство принимает международные заявки на регистрацию патентов, и эти заявки рассматриваются в соответствии с международной конвенцией PCT.
Представители ведомства принимают участие в заседаниях комиссий, занимающихся вопросами законодательства и инструкций, касающихся патентов, промышленных образов и товарных знаков.

## Структура
В Патентное ведомство Израиля входят четыре отдела:
1. Отдел патентов
2. Отдел промышленных образцов
3. Отдел товарных знаков
4. Отдел PCT

Параллельно с этими отделами работает юридический отдел, обслуживающий всё ведомство в целом.
Во главе организации находится Регистратор патентов. По решению министра юстиции Израиля Аелет Шакед, в марте 2017 года на эту должность был назначен адвокат Офир Алон.

## История
Первая заявка на патент была подана в 1917 году (во время действия британского мандата) под названием «Улучшения в работе трамвая». Патент на заявку был выдан в 1920 году.
В сентябре 2009 года Всемирная организация интеллектуальной собственности предоставила ILPTO статус Международного поискового органа (англ. International Searching Authority, ISA) и Органа международной предварительной экспертизы (англ. International Preliminary Examining Authority, IPEA).
В июне 2012 года ILPTO начал принимать международные заявки в соответствии с конвенцией PCT.